# 合通ロジ
株式会社合通ロジ（ごうつうロジ、英: Gotsu Logi Co., Ltd.）は、鉄道利用運送、トラック輸送、倉庫・保管などを行う物流企業。本社は大阪府大阪市福島区。
鉄道利用運送を主力とする物流企業であり、JR貨物との関係が深い。ヤマト運輸やセンコー等と共同で鉄道Webサービスを開発し、鉄道貨物の追跡や配達予定時間の確認ができるようにするなど、鉄道利用運送を中心とした情報システム投資を積極的に行っている。近年は、総合物流業を志向し、鉄道利用運送以外に3PL事業を行うなど、業務領域の拡大を進めている。

## 主力事業
- 鉄道利用運送事業（JR貨物輸送全般（鉄道コンテナコンシェルジュを展開））
- 貨物自動車運送事業
- 自動車運送取扱事業
- 航空貨物運送事業
- 倉庫業
- 港湾運送事業
- 荷造梱包業
- 自動車整備事業
- 不動産事業
- 保険代理業
- 家庭電気機器販売業
- 警備業
- 清涼飲料水及び食料品の販売業
- 自動販売機の据付・メンテナンス業
- 一般労働者派遣事業　など

## 主要事業所
本社 - 大阪府大阪市福島区福島5-3-8
北海道地方
- 北海道支店 - 北海道恵庭市　など

首都圏・関東地方
- 東京支店 - 東京都江戸川区　など

中京地方
- 中部配送センター - 岐阜県安八郡輪之内町　など

近畿地方
- 北大阪支店 - 大阪府高槻市
- 堺泉北支店 - 大阪府泉大津市　など

九州地方
- 福岡支店 - 福岡県福岡市東区　など

鉄道コンテナ拠点：主に阪神間の貨物駅に拠点を設置している
- 吹田貨物ターミナル支店 - 日本貨物鉄道・吹田貨物ターミナル駅
- 大阪貨物ターミナル支店 - 日本貨物鉄道・大阪貨物ターミナル駅
- 百済貨物ターミナル支店 - 日本貨物鉄道・百済貨物ターミナル駅
- 安治川口営業所 - 日本貨物鉄道・安治川口駅
- 神戸貨物ターミナル営業所 - 日本貨物鉄道・神戸貨物ターミナル駅
- 姫路貨物営業所 - 日本貨物鉄道・姫路貨物駅
- 和歌山営業所 - 日本貨物鉄道・和歌山オフレールステーション

## 沿革

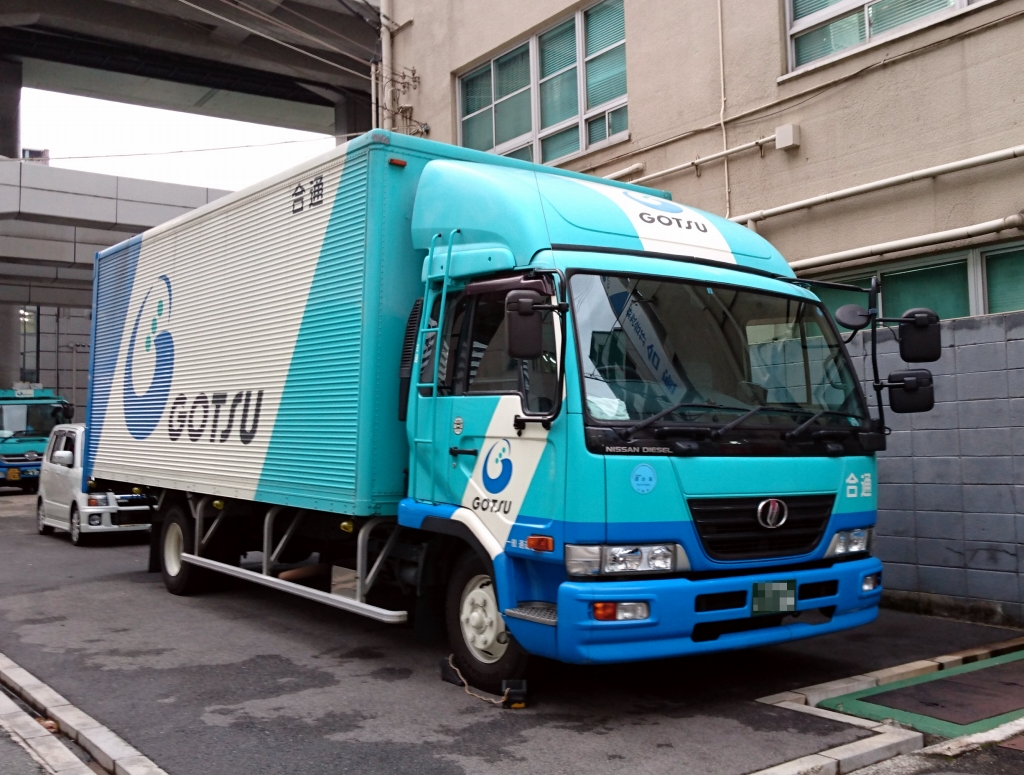
合通のトラック外観。

- 1950年（昭和25年）- 大阪合同通運株式会社設立。梅田駅を中心に通運免許を取得[4]。
- 1956年（昭和31年）- 本社を現在地に新築移転。
- 1957年（昭和32年）- 一般区域貨物自動車運送事業免許を取得。
- 1959年（昭和34年）- 国鉄（現・日本貨物鉄道）コンテナ輸送始まる。
- 1960年（昭和35年）- 保険代理店業開始。
- 1962年（昭和37年）- 利用航空運送事業免許取得。
- 1963年（昭和38年）- 倉庫業、沿岸荷役事業免許取得。
- 1969年（昭和44年）- 本社別館（5階建）を新築。
- 1970年（昭和45年）- コンピュータを導入。
- 1972年（昭和47年）- 不動産業免許取得、貨物自動車取扱事業登録。
- 1973年（昭和48年）- 家庭電気機器販売業開始。
- 1974年（昭和49年）- 自動車整備業開始。
- 1985年（昭和60年）- 国内旅行業開始。
- 1987年（昭和62年）- 警備業開始。
- 1988年（昭和63年）- 創立40周年に向けてCI導入。
- 1990年（平成2年）- 株式会社合通に社名変更。
- 1994年（平成6年）- 清涼飲料水及び食料品の販売業、自動販売機の裾付・メンテナンス業開始。
- 1995年（平成7年）- 特別管理産業廃棄物収集運搬業許可。
- 1997年（平成9年）- 全社WAN（Wide Area Network）運用開始、ホームページ開設。
- 1998年（平成10年）- 産業廃棄物収集運搬業許可、低公害車（電気自動車・天然ガス自動車）導入。
- 2000年（平成12年）- 創立50周年記念式典開催。
- 2001年（平成13年）- SCMシステム運用開始。
- 2002年（平成14年）- 輸配送システム運用開始。
- 2004年（平成16年）- ISO9001、ISO14001取得。
- 2010年（平成22年）- 創立60周年。
- 2017年（平成29年）- 会社分割により持株会社（合通ホールディングス株式会社）へ移行。物流事業は株式会社合通（新）が継承。
- 2020年（令和2年）- 創立70周年。
- 2021年（令和3年）- 株式会社合通ロジに商号変更。
- 2022年（令和4年）- 新コーポレートロゴ運用開始。

## 主要グループ会社
- 株式会社合通カシロジ - 2016年（平成28年）9月に近畿合通株式会社から社名変更。
- 株式会社合通トラスコ
- 株式会社合通ジェイトラ - 北海道合通株式会社と東京合通株式会社が合併し発足。
- 東日本合通株式会社
- 大阪合通株式会社
- 合通プラス株式会社
- 株式会社ジーウエスト
- 合通システム株式会社
- 株式会社メカニック合通
- 大阪北合同運送株式会社
- 大阪合同交通株式会社
- 株式会社ハコビーヤ
- 近畿商事株式会社
- 近畿特輸株式会社
- アスカリソースソリューション株式会社